# Baetis nexus
Baetis nexus is een haft uit de familie Baetidae. De wetenschappelijke naam van de soort is voor het eerst geldig gepubliceerd in 1918 door Navás.
De soort komt voor in het Palearctisch gebied.